# Johann Friedrich Eduard Wohlien
Johann Friedrich Eduard Wohlien (* 1843 in Altona; † 1871 ebenda) war ein Orgelbaumeister in Altona.

## Leben
Johann Friedrich Eduard Wohlien entstammte der bekannten Orgelbauerfamilie Wohlien, die über vier Generationen eine eigene Werkstatt in Altona führte. Sein Großvater war Johann Heinrich Wohlien, sein Vater Johann Conrad Rudolph Wohlien. Nach dem Tod des Vaters im Jahr 1866 übernahm Eduard das Familienunternehmen. Im selben Jahr wurde am 16. Oktober sein Sohn Wilhelm Georg Emil Wohlien geboren.
Zu den wenigen nachgewiesenen, aber nicht erhaltenen Werken zählt ein Orgelneubau, unter Verwendung des reich verzierten Barockprospektes eines unbekannten Orgelbauers aus Itzehoe (Lambert Daniel Kastens?) aus der ersten Kapelle der Alsterdorfer Anstalten, zuvor (1725–1863) in der  Brunsbütteler Jakobuskirche. Im Jahre 1869 dann für die Osterkirche (Hamburg-Eilbek) zusammen mit Johann Carl Eduard Erdland, dem Geschäftspartner seines Großvaters, nach einem technischen Entwurf von Heinrich Schmahl. Anschließend wurde das wertvolle Instrument in das Kirchenmuseum der St. Jacobikirche-Gemeinde überführt. Nach Auflösung des Museums verliert sich seine Spur. Als sein Vater während der Arbeiten an der Orgel von St. Trinitatis in Hamburg-Altona starb, vollendeten sein Mitarbeiter Johann Carl Eduard Erdland und dessen Bruder sowie sein Sohn Johann Friedrich Eduard Wohlien die Renovierung im Jahr 1867.
Obwohl ein Nachkomme existierte, erlosch mit dem frühen Tod Eduard Wohliens im Alter von nur ca. 28 Jahren diese Orgelbaufirma. Für seinen 1866 geborenen Sohn Wilhelm Georg Emil wird in der Sterbeurkunde der Beruf Bauaufseher angegeben.

## Familie
Eduard Wohliens Ehefrau war Amanda Wilhelmine, geborene Groß. Mit ihr hatte er mindestens ein gemeinsames Kind. Ihr Sohn Wilhelm Georg Emil Wohlien wurde am 16. Oktober 1866 geboren und starb im Februar 1947 in Hamburg.